# 아랍 아프리칸스어
아랍 아프리칸스어은 아프리칸스어를 아랍 문자를 변형시킨 아브자드로 표기한 형태이다.

## 제목

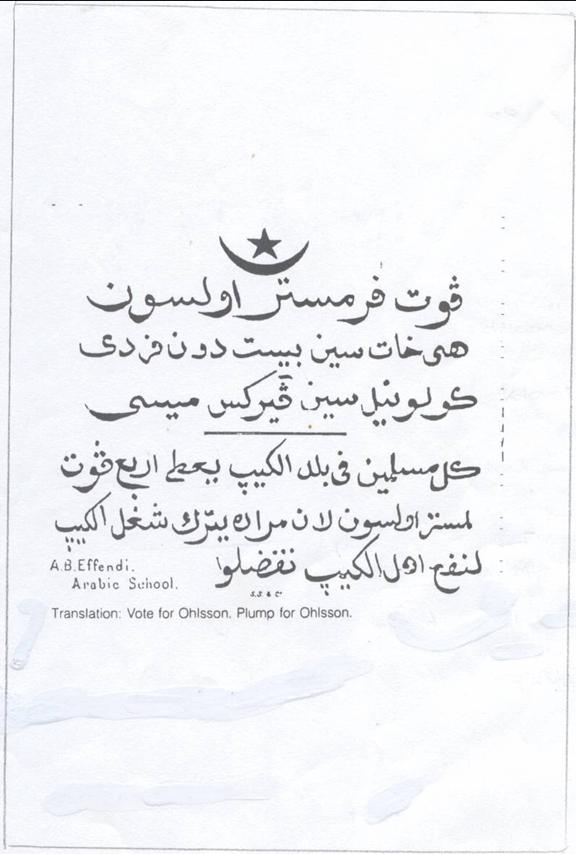
1872년 아랍-아프리칸스어

74개의 아랍어 아프리칸스어 텍스트가 존재한다. 최초의 "Hidyat al-Islam"은 출처 원고가 더 이상 존재하지 않지만 1845년에 작성됐다. 살아남은 가장 오래된 원고는 기본 이슬람 학습을 묘사한 것으로, 1868년 이맘 압둘카 하하 이븐 압둘 말리크가 썼다. 가장 전문적인 버전은 1869년 이스탄불에서 1862년에 케이프에 이른 아부 바크르 에펜디가 썼다. 

## Uiteensetting van die Godsdiens
이 문학의 가장 좋은 사례 중 하나는 하나피파의 종교법에 따라 이슬람의 전통을 설명한 책인 Uiteensetting van die Godsdiens(종교의 설명)이다. 아부 바크르 에펜디가 쓴 이 글은 아라비아 문자를 사용하여 인쇄되었지만 아프리칸스어의 사본이 포함되어 있다.
이 분야의 세 전문가 중 한 명인 독일 한스 켈러에 따르면 약 20명이 본문을 책임지고 있었지만 아랍어 아프리칸스에 가장 중요한 공헌자는 다음과 같다.
- Abdul Kahhar ibn Hajji Abdul Malik
- Ahmad ibn Muhammad ibn Baha ud-Din
- Ismail ibn Muhammad Hanif
- Abd ur-Rahman ibn Muhammad Al-Iraqi
- Abu Bakr Effendi

## 같이 보기
- 케이프 말레이인